# Arturo Vázquez Ayala
Arturo "Gonini" Vasquez Ayala (Cidade do México, 26 de junho de 1949) é um ex-futebolista mexicano que atuava como defensor.

## Carreira
Arturo Vasquez Ayala fez parte do elenco da Seleção Mexicana de Futebol, na Copa do Mundo de  1978, sendo o capitão da equipe. 